# Gebhard-Entscheidung
In der Gebhard-Entscheidung (EuGH Rs. C-55/94, auch: Gebhard-Urteil) von 1995 legte der Europäische Gerichtshof (EuGH) grundsätzliche Regelungen zur Auslegung der Dienstleistungs- und Niederlassungsfreiheit von Rechtsanwälten im Sinne von Artikel 56 AEUV (ex-Artikel 49 EGV bzw. Artikel 59 EWGV) fest.

## Spezielle europarechtliche Vorgaben
Die Richtlinie 77/249/EWG („Anwalts-Dienstleistungsrichtlinie“), die zum Zeitpunkt der Gebhard-Entscheidung galt, gilt für die in Form der Dienstleistung ausgeübten Tätigkeiten der Rechtsanwälte (italienisch con carattere di temporaneità). Dienstleistende Rechtsanwälte haben die in der Sprache oder in einer der Sprachen des Herkunftsstaats gültige Berufsbezeichnung des Mitgliedstaats, in dem sie niedergelassen sind (für Herrn Gebhard: Deutschland), unter Angabe der Berufsorganisation, deren Zuständigkeit sie unterliegen, oder des Gerichtes, bei dem sie nach den Vorschriften dieses Staates zugelassen sind, zu verwenden (Artikel 3).
Die Richtlinie 77/249/EWG unterscheidet zwischen:
- den mit der Vertretung oder der Verteidigung eines Mandanten im Bereich der Rechtspflege oder vor Behörden zusammenhängenden Tätigkeiten und
- allen anderen Tätigkeiten.[5]

Bei der Ausübung der Tätigkeiten der Vertretung oder der Verteidigung muss der Rechtsanwalt die Standesregeln des Aufnahmestaats (hier: Italien) neben den ihm im Herkunftsstaat obliegenden Verpflichtungen einhalten. Für die Ausübung aller anderen Tätigkeiten bleibt der Rechtsanwalt den im Herkunftsstaat geltenden Bedingungen und Standesregeln unterworfen. Daneben muss er die im Aufnahmestaat geltenden Regeln über die Ausübung des Berufes, gleich welchen Ursprungs, einhalten, insbesondere in Bezug auf die Unvereinbarkeit zwischen den Tätigkeiten des Rechtsanwalts und anderen Tätigkeiten in diesem Staat, das Berufsgeheimnis, die Beziehungen zu Kollegen, das Verbot des Beistands für Parteien mit gegensätzlichen Interessen durch denselben Rechtsanwalt und die Eigenwerbung.
Gemäß Artikel 4 Absatz 1 der Richtlinie 77/249/EWG muss der dienstleistende Rechtsanwalt keinen Wohnsitz im Aufnahmemitgliedstaat haben und nicht Mitglied einer Berufsorganisation in diesem Staat sein (hier der Mailänder Rechtsanwaltskammer).

## Merkmale einer Dienstleistung
Merkmale einer Dienstleistung im Sinne der Gebhard-Entscheidung sind auch für rechtsanwaltliche Dienstleistungen:
- freiberufliche Tätigkeit (in anderen Zusammenhängen kann dies auch eine gewerbliche, kaufmännische, handwerkliche Tätigkeit sein),
- Teilnahme am Wirtschaftsleben (wie bei allen Grundfreiheiten) und
- Leistungserbringung als Erwerbszweck mit Gewinnerzielungsabsicht.[10]

## Sachverhalt und Streitgegenstand
Herr Gebhard ist ein deutscher Staatsangehöriger, der seit dem 3. August 1977 zur Ausübung des Berufes eines Rechtsanwalts in Deutschland berechtigt ist. Er ist in Stuttgart als Rechtsanwalt zugelassen und war freier Mitarbeiter einer Bürogemeinschaft. Er besitzt zum Entscheidungszeitpunkt in Deutschland keine eigene Kanzlei.
Seit März 1978 wohnt er in Italien, wo er mit seiner Ehefrau, einer italienischen Staatsangehörigen, und seinen drei Kindern lebt. Das Einkommen von Herrn Gebhard wird vollständig in Italien, wo er seinen Wohnsitz hat, besteuert.
Herr Gebhard hatte seit dem 1. März 1978 eine berufliche Tätigkeit in Italien ausgeübt. Dies zunächst als Mitarbeiter (italienisch con un rapporto di libera collaborazione) in einer Anwaltssozietät in Mailand und sodann, vom 1. Januar 1980 bis Anfang 1989, als Sozius (associato) in dieser Kanzlei. Aus dieser Tätigkeit wird ihm kein Vorwurf gemacht.
Am 30. Juli 1989 eröffnete Herr Gebhard eine eigene Kanzlei in Mailand, Studio legale Gebhard ‚Anwaltskanzlei Gebhard‘, in der italienische avvocati und procuratori mit ihm zusammenarbeiten. Herr Gebhard hat auf eine schriftliche Frage des Gerichtshofes angegeben, dass er ihnen die sporadischen Fälle der gerichtlichen Vertretung italienischer Mandanten in Italien übertrage.
Herr Gebhard erklärt dem EuGH gegenüber, er übe in Italien die im Wesentlichen außergerichtliche Tätigkeit des Beistands und der Vertretung deutschsprachiger Personen (die 65 % seines Umsatzes entspreche), sowie die Tätigkeit der Vertretung italienischsprachiger Personen in Deutschland oder Österreich (die 30 % seines Umsatzes entspreche) aus. Die verbleibenden 5 % beträfen die Unterstützung italienischer Berufskollegen, die mit Fragen des deutschen Rechts für ihre Mandanten befasst seien. Er war also zu 100 % als Rechtsanwalt beruflich tätig und hatte daneben keine weitere berufliche Tätigkeit ausgeübt.
Gegen Gebhard wurden von einigen italienischen Berufskollegen Beschwerden beim Vorstand der Rechtsanwaltskammer Mailand eingebracht. Sie warfen ihm vor:
- die Bezeichnung avvocato im Briefkopf seines beruflichen Briefpapiers verwendet zu haben,
- direkt vor der Pretura und dem Tribunale Mailand unter der Bezeichnung avvocato aufgetreten zu sein und
- seine beruflichen Tätigkeiten vom Studio legale Gebhard (Anwaltskanzlei Gebhard) aus ausgeübt zu haben.[16]

Gebhard wurde vom Vorstand der Rechtsanwaltskammer Mailand untersagt, die Bezeichnung avvocato zu verwenden. Es wurde beschlossen, gegen Gebhard ein Disziplinarverfahren einzuleiten. Ihm wurde zur Last gelegt, dadurch gegen seine Verpflichtungen aus dem italienischen Gesetz Nr. 31/82 verstoßen zu haben, dass er in Italien unter Verwendung der Bezeichnung avvocato eine dauernde Berufstätigkeit von seiner eigenen Kanzlei aus ausgeübt habe.
Am 14. Oktober 1991 stellte Herr Gebhard beim Vorstand der Rechtsanwaltskammer Mailand einen Antrag auf Zulassung als Rechtsanwalt. Dieser Antrag wurde auf die Richtlinie 89/48/EWG des Rates vom 21. Dezember 1988 über eine allgemeine Regelung zur Anerkennung der Hochschuldiplome, die eine mindestens dreijährige Berufsausbildung abschließen, sowie darauf gestützt, dass er in Italien eine Berufsausbildung von mehr als zehn Jahren absolviert habe. Offenbar hat der Vorstand der Rechtsanwaltskammer diesen Antrag jedoch nicht förmlich entschieden.
Das am 19. September 1991 eingeleitete Disziplinarverfahren endete mit der Entscheidung vom 30. November 1992, wodurch der Vorstand der Rechtsanwaltskammer Mailand gegen Herrn Gebhard die Sanktion der zeitweiligen Versagung der Ausübung der Berufstätigkeit (sospensione dell' esercizio dell' attività professionale) für sechs Monate verhängte.
Gegen diese Entscheidung legte Herr Gebhard beim Consiglio nazionale forense ein Rechtsbehelf ein, wobei er klarstellte, dass sich dieser auch gegen die stillschweigende Ablehnung seines Antrags auf Zulassung als Rechtsanwalt richte. Im Rahmen dieses Rechtsbehelfs machte er insbesondere geltend, die Richtlinie 77/249/EWG verleihe ihm das Recht, seine beruflichen Tätigkeiten von seiner eigenen Kanzlei in Mailand aus auszuüben.
Der Consiglio nazionale forense setzte das Verfahren aus und ersuchte den EuGH folgende Fragen im Wege des Vorabentscheidungsverfahrens zu beantworten:
1. Ist Artikel 2 des zur Durchführung der EWG-Richtlinie vom 22. März 1977 ergangenen italienischen Gesetzes Nr. 31 vom 9. Februar 1982 über den freien Dienstleistungsverkehr der Rechtsanwälte, die Staatsangehörige eines Mitgliedstaats der Europäischen Gemeinschaften sind, wonach es nicht zulässig ist, im Hoheitsgebiet der Republik eine Kanzlei oder einen Haupt- oder Nebensitz einzurichten, mit der Regelung der genannten Richtlinie vereinbar, berücksichtigt man, dass diese keinen Hinweis darauf enthält, dass in der Möglichkeit, eine Kanzlei einzurichten, ein Anzeichen für die Absicht des Rechtsanwalts erblickt werden kann, die Tätigkeit nicht nur vorübergehend oder gelegentlich, sondern auf Dauer auszuüben?
2. Welche Kriterien sind für die Beurteilung des vorübergehenden Charakters im Hinblick auf die Beständigkeit und Wiederholung der Leistungen des Rechtsanwalts, der nach der Regelung der erwähnten Richtlinie tätig wird, anzuwenden?

## Entscheidung des EuGH
Der EuGH stellte vorab, vor seine Entscheidung, die Grundlagen für die anzuwendenden Bestimmungen dar:
1. Die Vorschriften des Kapitels über die Dienstleistungen sind gegenüber denen des Kapitels über das Niederlassungsrecht subsidiär;
2. Das in den Artikeln 49 bis 55 AEUV (Artikel 52 bis 58 des EWG-Vertrages bzw. Artikel 43 bis 48 EG-Vertrages) vorgesehene Niederlassungsrecht steht sowohl juristischen Personen als auch natürlichen Personen zu, die Angehörige eines Mitgliedstaats der Gemeinschaft sind. Es umfasst, vorbehaltlich der vorgesehenen Ausnahmen und Bedingungen, die Aufnahme und Ausübung selbständiger Tätigkeiten jeder Art, die Gründung und Leitung von Unternehmen und die Errichtung von Agenturen, Zweigniederlassungen oder Tochtergesellschaften im Hoheitsgebiet jedes anderen Mitgliedstaats;
3. Eine Person kann in mehr als einem Mitgliedstaat im Sinne des Vertrages niedergelassen sein;[24]
4. Der Begriff der Niederlassung ist ein sehr weiter Begriff, der die Möglichkeit für einen Unionsbürger impliziert, in stabiler und kontinuierlicher Weise am Wirtschaftsleben eines anderen Mitgliedstaats als seines Herkunftsstaats teilzunehmen und daraus Nutzen zu ziehen, wodurch die wirtschaftliche und soziale Verflechtung innerhalb der Gemeinschaft im Bereich der selbständigen Tätigkeiten gefördert wird;[25]
5. Die Vorschriften über die Dienstleistungen sehen vor, dass sich der Erbringer einer Dienstleistung in einen anderen Mitgliedstaat begibt und seine Tätigkeit dort vorübergehend ausübt; Der vorübergehende Charakter der Tätigkeiten ist nicht nur unter Berücksichtigung der Dauer der Leistung, sondern auch ihrer Häufigkeit, regelmäßigen Wiederkehr oder Kontinuität zu beurteilen. Der vorübergehende Charakter der Leistung schließt nicht die Möglichkeit für den Dienstleistungserbringer im Sinne des Vertrages aus, sich im Aufnahmemitgliedstaat mit einer bestimmten Infrastruktur (einschließlich eines Büros, einer Praxis oder einer Kanzlei) auszustatten, soweit diese Infrastruktur für die Erbringung der fraglichen Leistung erforderlich ist.[26] Die Situation der Berufsausübung von Herrn Gebhard unterscheide sich von der einer vorübergehenden Dienstleistungserbringung. Gebhard würde als Angehöriger eines Mitgliedstaats in stabiler und kontinuierlicher Weise eine Berufstätigkeit in einem anderen Mitgliedstaat ausüben, in dem er sich von einem Berufsdomizil aus u. a. an die Angehörigen dieses Staates wendet. Daher falle er unter die Vorschriften des Kapitels des EG-Vertrags über das Niederlassungsrecht und nicht unter die des Kapitels über die Dienstleistungen.[27]
6. Es nicht erforderlich, dass Herr Gebhard um unter die Bestimmungen der Niederlassungsfreiheit zu fallen, dem Berufsstand dieses Staates angehöre oder seine Tätigkeit in Zusammenarbeit oder in Gemeinschaft mit Angehörigen dieses Berufsstandes ausübe.[28] Die Zugehörigkeit zu einem Berufsstand ist kein konstitutives Element für die Niederlassung.[29] Das Niederlassungsrecht ist unter Berücksichtigung der Tätigkeiten zu beurteilen, die ein Unionsbürger im Hoheitsgebiet des Aufnahmemitgliedstaats ausüben will.[30]

Der EuGH entschied auf die Fragen des Consiglio nazionale forense:
- dass der in Artikel 58 AEUV (Artikel 60 Absatz 3 EWG-Vertrag bzw. Artikel 50 EG-Vertrag) genannte vorübergehende Charakter der Dienstleistung unter Berücksichtigung
  - ihrer Dauer,
  - ihrer Häufigkeit,
  - ihrer regelmäßigen Wiederkehr und
  - ihrer Kontinuität zu beurteilen ist;
- dass sich der Dienstleistungserbringer im Sinne des Vertrages im Aufnahmemitgliedstaat mit der für die Erbringung seiner Leistung erforderlichen Infrastruktur ausstatten kann aber nicht muss;[32]
- dass ein Angehöriger eines Mitgliedstaats, der in stabiler und kontinuierlicher Weise eine Berufstätigkeit in einem anderen Mitgliedstaat ausübt, in dem er sich von einem Berufsdomizil aus u. a. an die Angehörigen dieses Staates wendet, unter die Vorschriften des Kapitels über das Niederlassungsrecht und nicht unter die des Kapitels über die Dienstleistungen fällt;
- dass die Möglichkeit für einen Angehörigen eines Mitgliedstaats, sein Niederlassungsrecht auszuüben, und die Bedingungen dieser Ausübung unter Berücksichtigung der Tätigkeiten zu beurteilen sind, die er im Hoheitsgebiet des Aufnahmemitgliedstaats ausüben will;
- dass, wenn die Aufnahme einer spezifischen Tätigkeit im Aufnahmestaat keiner Regelung unterliegt, der Angehörige jedes anderen Mitgliedstaats das Recht hat, sich im Hoheitsgebiet des erstgenannten Staates niederzulassen und dort diese Tätigkeit auszuüben. Unterliegt die Aufnahme oder Ausübung dieser Tätigkeit im Aufnahmemitgliedstaat jedoch bestimmten Bedingungen, so muss der Angehörige eines anderen Mitgliedstaats, der diese Tätigkeit ausüben will, diese Bedingungen grundsätzlich erfüllen;[33]
- dass nationale Maßnahmen, die die Ausübung der durch den Vertrag garantierten grundlegenden Freiheiten behindern oder weniger attraktiv machen können, vier Voraussetzungen erfüllen müssen (auch als Gebhard-Formel bezeichnet):
  - sie müssen in nichtdiskriminierender Weise angewandt werden,
  - sie müssen aus zwingenden Gründen des Allgemeininteresses gerechtfertigt sein,
  - sie müssen geeignet sein, die Verwirklichung des mit ihnen verfolgten Zieles zu gewährleisten, und
  - sie dürfen nicht über das hinausgehen, was zur Erreichung dieses Zieles erforderlich ist;[34]
- dass die Mitgliedstaaten ebenso die Gleichwertigkeit der Diplome berücksichtigen und gegebenenfalls eine vergleichende Prüfung der in ihren nationalen Vorschriften geforderten Kenntnisse und Qualifikationen und derjenigen des Betroffenen vornehmen müssen.[35]

## Überschreitung der Dienstleistungsfreiheit
Die Grenze der Dienstleistungsfreiheit bzw. eine mögliche Überschreitung ist nach der Rechtsprechung des EuGH in der Rechtssache Gebhard danach zu beurteilen:
- welche Dauer,
- welche Häufigkeit,
- welche regelmäßige Wiederkehr und
- welche Kontinuität der Tätigkeit,
- welcher Wille und
- welches Interesse,

zur Ausübung einer dauernden oder nur vorübergehenden Tätigkeit im konkreten Fall vorliegt. Diese Punkte können jeweils nur im Einzelfall beurteilt werden, um eine Abgrenzung zur Niederlassung zu finden.

## Anwendungsbereich der Entscheidung
Die Gebhard-Entscheidung ist zur Dienstleistungsfreiheit nach dem EGV (nunmehr: AEUV) ergangen. Inwieweit eine Anwendung auch nach dem Recht des Europäischen Wirtschaftsraums (Artikel 36 ff EWR-Abkommen) erfolgen kann bzw. erfolgen darf, wurde bislang noch nicht wissenschaftlich untersucht und vom EFTA-Gerichtshof auch kein Gutachten hierzu erstattet. Die Anwendung auf das EWR-Abkommen ist daher noch nicht geklärt.
Inwieweit diese Entscheidung im Rahmen des Unionsrechts auf Personen anwendbar ist, die nicht wie Herr Gebhard zu 100 % nur in einem Beruf (hier Rechtsanwalt) arbeiten, ist bislang nicht geklärt.